# Māris Gulbis
Māris Gulbis (Riga, 4 ottobre 1985) è un cestista lettone.

## Palmarès
- Campionato lettone: 6

Ventspils: 2013-2014, 2017-2018
VEF Rīga: 2021-2022, 2022-2023, 2023-2024, 2024-2025
- Lega Lettone-Estone: 3

Ventspils: 2018-2019
VEF Rīga: 2021-2022, 2024-2025
- Coppa di Lettonia: 4

VEF Rīga: 2022, 2023, 2024, 2025